# Station Pasila
Station Pasila (Fins: Pasilan rautatieasema; Zweeds: Böle järnvägstation) is een treinstation in de Helsinkische buitenwijk Pasila. Het station is met 25,7 miljoen reizigers per jaar het op-één-na drukste station van Finland; alleen het Centraal station van Helsinki is drukker. Het station ligt ook het dichtst bij het Centraal station van Helsinki, wat een kopstation is.

## Geschiedenis
In 1862 werd de spoorlijn aangelegd naar aanleiding van industrialisatie. Het station zelf werd in 1890 als privéstation geopend onder de naam Fredriksberg, in de plaats Fredriksberg. In 1912 werd Fredriksberg onderdeel van Helsinki en de naam Fredriksberg werd in 1927 officieel veranderd naar Pasila.
In 1918 kwam Eliel Saarinen met een plan om Pasila uit te breiden. Dit werd echter niet uitgevoerd. Nadat Alvar Aalto in 1964 op dit plan terugkwam, werd er in 1972 een officieel plan gepresenteerd waarin stond dat Pasila een uitbreidingsgebied van Helsinki moest worden, onderverdeeld in Centraal Pasila, West-Pasila, Oost-Pasila en Noord-Pasila.
In oktober 2019 vestigde het station zich, samen met het winkelcentrum Mall of Tripla in een nieuw gebouw.

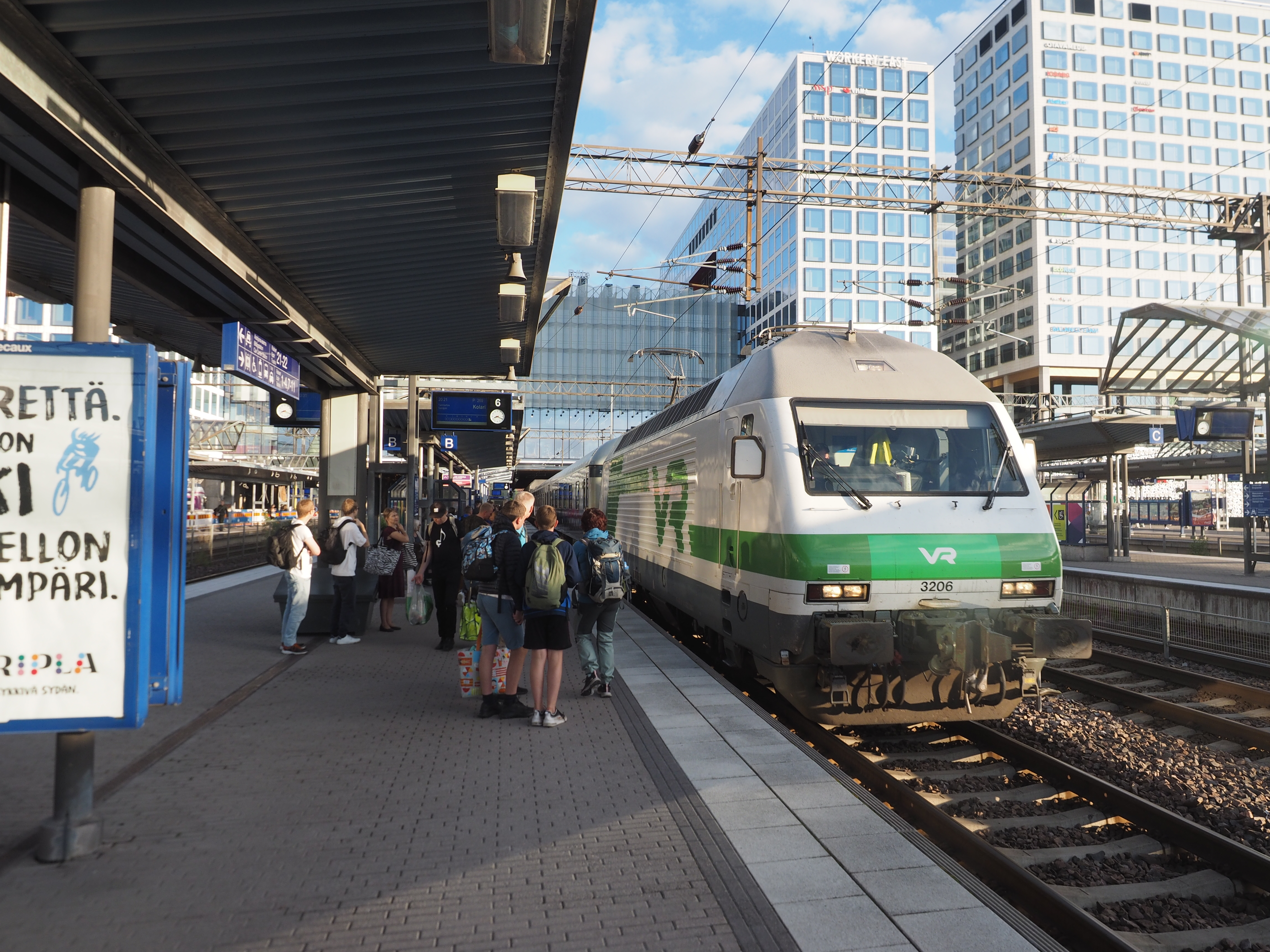
Trein op het station

## Treinen
De volgende treinen stoppen op station Pasila:
| Serie | Treinsoort                                           | Route                                                                                        | Bijzonderheden |
| ----- | ---------------------------------------------------- | -------------------------------------------------------------------------------------------- | --- |
| 20    | InterCity (VR-Yhtymä)                                | Helsinki – Pasila – Tampere – Oulu                                                           | Rijdt een keer per twee uur. |
| 40    | InterCity (VR-Yhtymä)                                | Helsinki – Pasila – Tampere – Vaasa                                                          | Rijdt een keer per twee uur. Stopt niet altijd in Parkano |
| 80    | Pendolino (VR-Yhtymä)                                | Helsinki – Pasila – Tampere – Jyväskylä                                                      | Rijdt enkele keren per dag en niet op zaterdag. |
| 100   | InterCity (VR-Yhtymä)                                | Helsinki – Pasila – Tampere – Jyväskylä – Pieksämäki                                         | Rijdt een keer per twee uur. Stopt niet altijd tussen Tikkurila en Tampere. |
| 900   | InterCity (VR-Yhtymä)                                | Helsinki – Pasila – Kupittaa ‒ Turku – Turku-Haven                                           | Rijdt doordeweeks en op zaterdag- en zondagmiddag één keer per uur. Op zaterdag- en zondagochtend een keer per twee uur. Stopt beperkt in Kirkkonummi. Wegens langdurige werkzaamheden rijden er bussen tussen Kuppitaa en Turku-Haven. |
| 9800  | Pendeltrein (VR-Yhtymä)                              | Helsinki – Pasila – Lahti – Kouvola                                                          | Rijdt ieder uur. In de spits rijden enkele treinen door tot Kouvola. |
| U     | Pendeltrein (VR-Yhtymä en Helsingin seudun liikenne) | Helsinki – Pasila – Huopalahti – Leppävaara – Kauklahti – Kirkkonummi                        | Rijdt ieder halfuur. |
| E     | Pendeltrein (VR-Yhtymä en Helsingin seudun liikenne) | Helsinki – Pasila – Huopalahti – Leppävaara – Kauklahti                                      | Rijdt ieder halfuur. |
| K     | Pendeltrein (VR-Yhtymä en Helsingin seudun liikenne) | Helsinki – Pasila – Tikkurila – Kerava                                                       | Rijdt iedere tien minuten en op zondag ieder halfuur. |
| A     | Pendeltrein (VR-Yhtymä en Helsingin seudun liikenne) | Helsinki – Pasila – Huopalahti – Leppävaara                                                  | Rijdt iedere tien minuten en in het weekend ieder halfuur. |
| P     | Pendeltrein (VR-Yhtymä en Helsingin seudun liikenne) | Helsinki – Pasila – Huopalahti – Luchthaven – Tikkurila – Pasila – Helsinki                  | Rijdt iedere tien minuten en op zondag ieder kwartier. |
| I     | Pendeltrein (VR-Yhtymä en Helsingin seudun liikenne) | Helsinki – Pasila – Tikkurila – Luchthaven – Huopalahti – Pasila – Helsinki                  | Rijdt iedere tien minuten en op zondag ieder kwartier. |
| L     | Pendeltrein (VR-Yhtymä en Helsingin seudun liikenne) | Helsinki – Pasila – Huopalahti – Leppävaara – Kauklahti – Kirkkonummi                        | Rijdt 's ochtends vroeg en 's avonds laat een keer in het halfuur. Rijdt in de nachten van vrijdag op zaterdag en zaterdag op zondag eenmaal per uur.                                                                                   |
| X     | Pendeltrein (VR-Yhtymä en Helsingin seudun liikenne) | Helsinki – Pasila – Huopalahti – Leppävaara – Kauklahti – Kirkkonummi – Siuntio              | Doordeweeks enkele treinen. |
| Y     | Pendeltrein (VR-Yhtymä en Helsingin seudun liikenne) | Helsinki – Pasila – Huopalahti – Leppävaara – Kauklahti – Kirkkonummi – Siuntio              | Doordeweeks enkele treinen. |
| D     | Pendeltrein (VR-Yhtymä en Helsingin seudun liikenne) | Helsinki – Pasila – Tikkurila – Kerava – Riihimäki – Hämeenlinna                             | Rijdt beide kanten op eens per dag en alleen doordeweeks. |
| R     | Pendeltrein (VR-Yhtymä en Helsingin seudun liikenne) | Helsinki – Pasila – Tikkurila – Kerava – Riihimäki – Hämeenlinna – Toijala – Tampere – Nokia | Rijdt ieder halfuur. |
| Z     | Pendeltrein (VR-Yhtymä en Helsingin seudun liikenne) | Helsinki – Pasila – Tikkurila – Kerava – Lahti – Kouvala                                     | Rijdt een keer per uur. |
| T     | Pendeltrein (VR-Yhtymä en Helsingin seudun liikenne) | Helsinki – Pasila – Tikkurila – Kerava – Riihimäki                                           | Enkele treinen 's nachts. |